# Wadi Fira

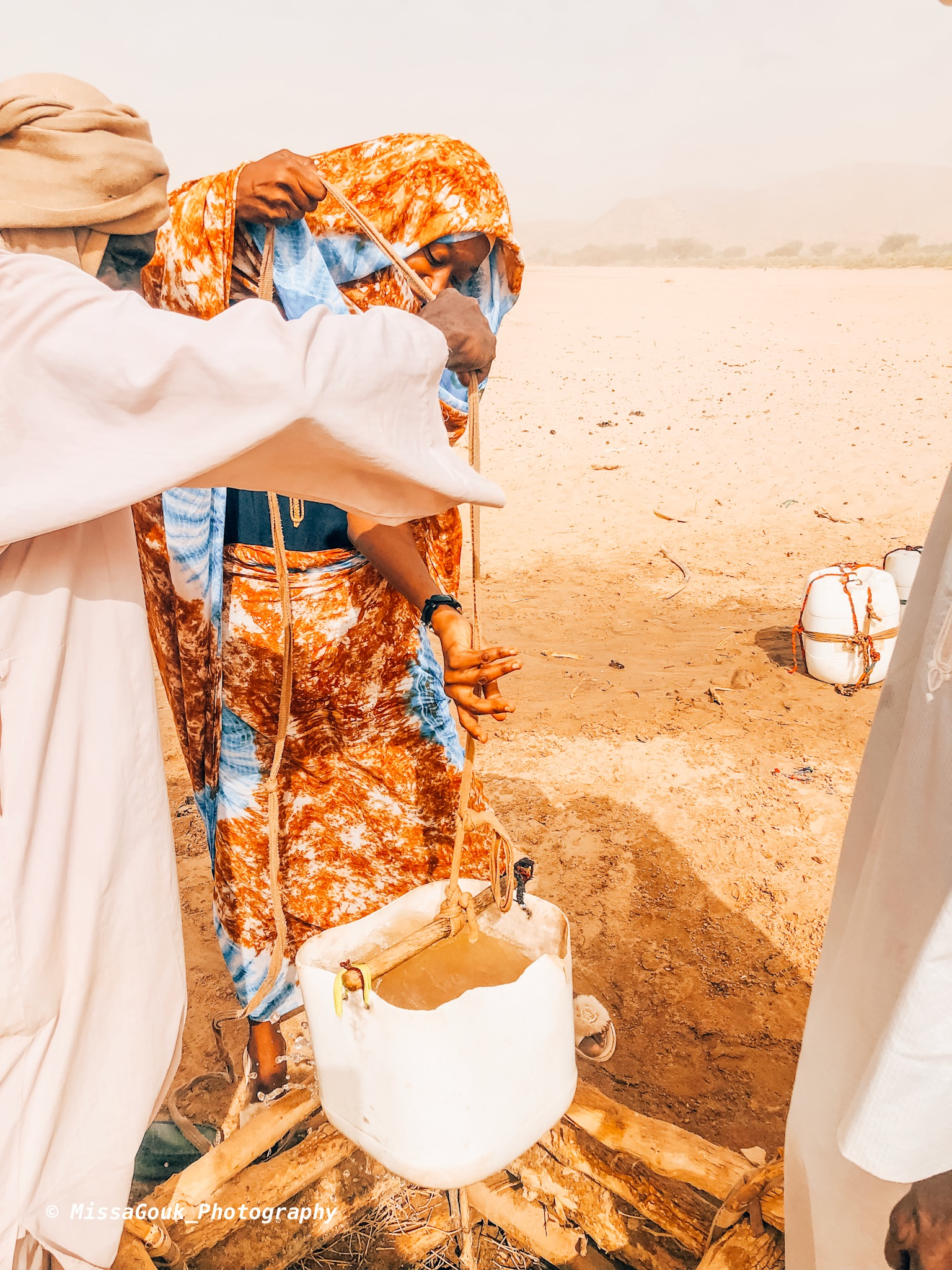
L'eau, une ressource rare dans la région.

Le Wadi Fira (ou Ouaddi Fira) est une des 23 régions du Tchad (Décrets N° 415/PR/MAT/02 et 419/PR/MAT/02) dont le chef-lieu est Biltine. Le Wadi Fira est peuplé majoritairement des Zaghawa, Arabes, Mimi, Tama et Ouaddaï. Elle correspond à l'ancienne préfecture de Biltine.

## Situation
La région est située à l'est du pays, elle est frontalière du Soudan.
| Borkou | Ennedi Ouest | Ennedi Est         |
| Batha  | Wadi Fira    | Darfour du Nord    |
|        | Ouaddaï      | Darfour-Occidental |

## Subdivisions
La région du Wadi Fira est divisée en 3 départements :
| Département | Chef-lieu | Sous-préfectures               | Population (2009) |
| ----------- | --------- | ------------------------------ | ----------------- |
| Biltine     | Biltine   | Am Zoer, Arada, Biltine, Mata  | 169 050           |
| Dar Tama    | Guéréda   | Guéréda, Kolonga, Sirim Birke  | 179 380           |
| Kobé        | Iriba     | Iriba, Matadjana, Ourba, Kouba | 159 953           |

## Administration
Liste des administrateurs :
Gouverneurs du Wadi Fira (depuis 2002)
- Mars 2007 : Oumar Borkou
- 7 novembre 2007 : Général Ramadan Erdebou
- 15 septembre 2008 : Adoum Ngare Hassane
- ? : Moussa Mahamat Djoui (en poste jusqu'au 30-09-2010)
- 30 septembre 2010 : Ahmadou Ahidjo N'Garo[2]
- 30 mars 2012 ,
- 2012-2019 Mahamat Dolio Tangal
- 20 février 2019,Issak Ahmat Ardja[3]
- 5 aout 2022 Ayoub Abdelkerim Abdoulaye[4]
- 21 mars 2024 Mahamat Abdelkerim Ali[5]